# Ali Koç

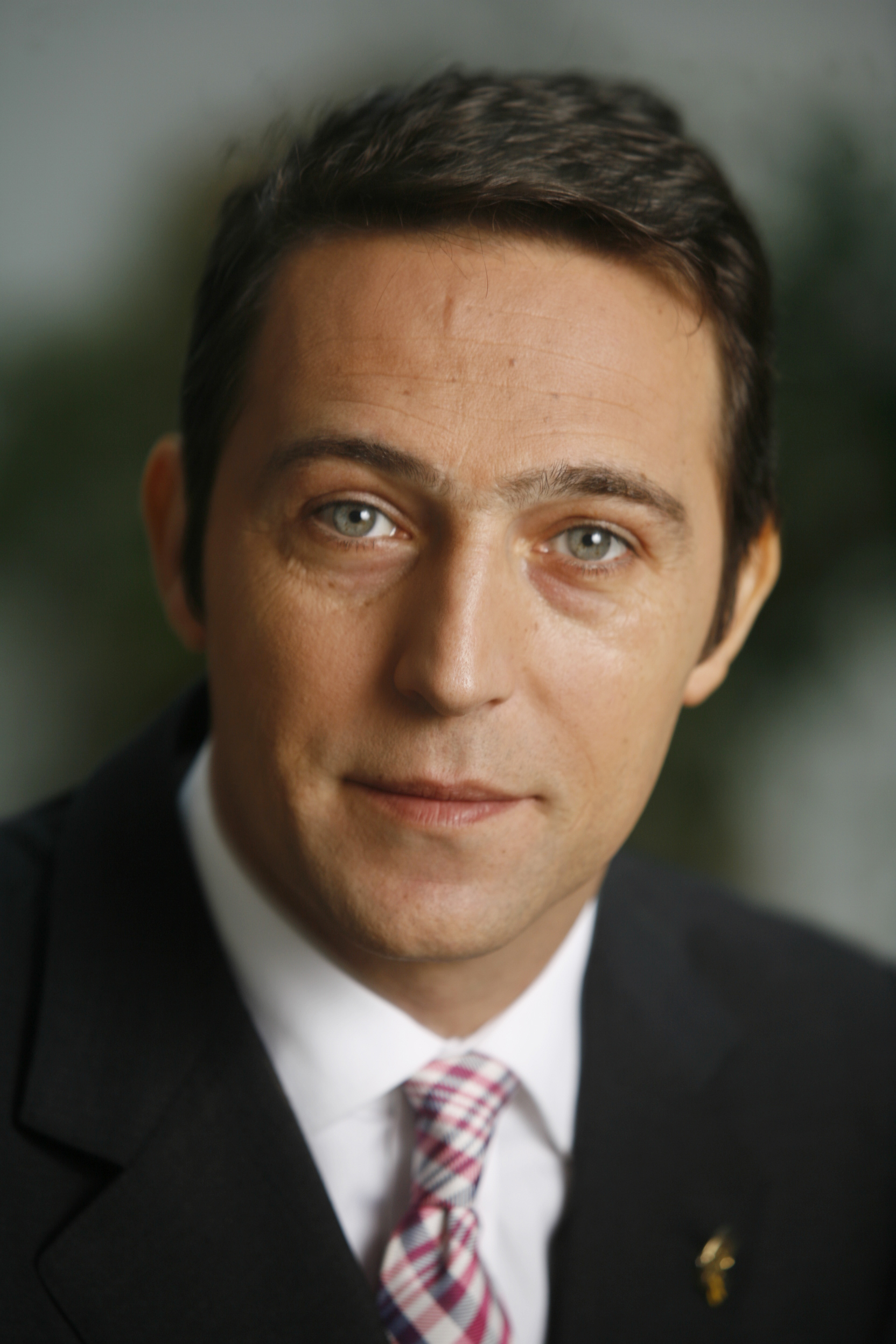
Yıldırım Ali Koç, 2007

Yıldırım Ali Koç, CBE (* 2. April 1967 in Istanbul) ist ein türkischer Geschäftsmann und Fußballfunktionär. Seit Juni 2018 ist er Vereinspräsident von Fenerbahçe Istanbul.
Er ist Enkel des Gründers der Koç Holding, Vehbi Koç,  jüngster Sohn des Geschäftsmanns Rahmi Koç und jüngerer Bruder des 2016 verstorbenen Mustafa Koç.
Nach seiner Schulzeit an der Harrow School in London studierte Koç vier Jahre an der Rice University in Texas und erlangte daraufhin seinen Master of Arts im Studiengang Betriebswirtschaftslehre an der Harvard University. Seit 1997 ist er in der Koç Holding (in verschiedenen Positionen) tätig. Am 3. Juni 2018 wurde er zum Präsidenten des Sportvereins Fenerbahçe SK gewählt, wobei er die Wahl mit 77 % gegen den Amtsinhaber Aziz Yıldırım gewann. Zuvor war er neben seiner Tätigkeit als Vorstandsmitglied auch zwei Amtszeiten lang (insgesamt acht Jahre) Vizepräsident unter Yıldırım.
Ali Koç ist verheiratet und hat zwei Kinder.